# قلمرو آکاشی
قلمرو آکاشی (به ژاپنی: 明石藩, Akashi-han)، یک قلمرو فئودالی (هان (ژاپن) تحت حکومت شوگون‌سالاری توکوگاوا در دوره ادو ژاپن، واقع در ولایت هاریما در جایی که اکنون بخش جنوبی استان هیوگو مدرن امروزی است. این قلعه در اطراف قلعه آکاشی که در شهر فعلی آکاشی، هیوگو واقع شده است.